# Hannah Reid

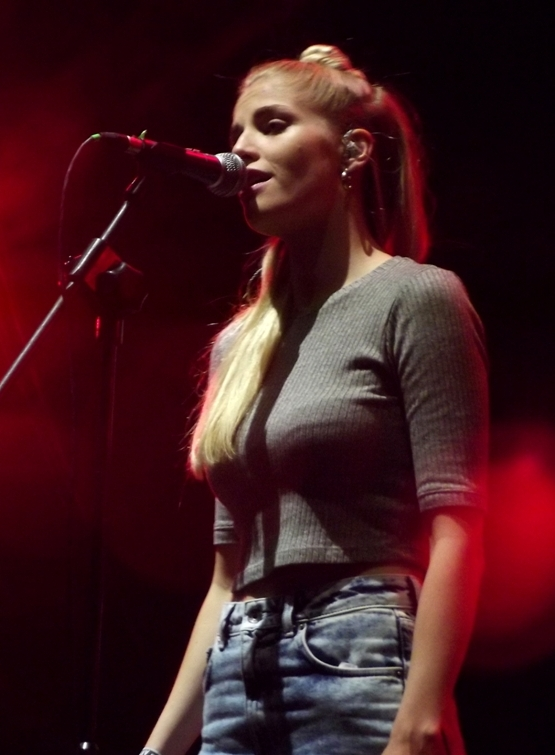
Hannah Reid, 2013

Hannah Felicity May Reid (* 30. Dezember 1989 in London) ist eine britische Musikerin. Sie ist Sängerin, Songwriterin und Frontfrau der Indie-Pop-Band London Grammar.

## Leben
Reid wurde im Londoner Stadtteil Acton geboren und ging in West-London zur Schule. Sie studierte Kunstgeschichte und Englisch an der University of Nottingham. Dort lernte sie den Gitarristen Dan Rothman kennen und gründete im Jahr 2009 zusammen mit ihm und Dominic 'Dot' Major die Band London Grammar.
Sie singt im Alt, mit einem großen Stimmumfang. Reids Gesang wurde auch als „hypnotisch“ charakterisiert.
2022 sang sie im Duett mit Chris Martin Let Somebody Go auf dem Coldplay Konzert im Olympiastadion Berlin.